# ミネアポリス日本語補習授業校
ミネアポリス日本語補習授業校はアメリカ合衆国ミネソタ州ツインシティー（ミネアポリス・セントポール）にある日本語補習授業校。　現在はセントポールの東に位置するメープルウッドにあるマウンズパークアカデミーに校舎を借り、毎週土曜日に授業を行っている。

## 概要
幼稚部から高等部までの教育を行っており、2010年時点で生徒数150名、家族数100からなる北米中西部では比較的規模の大きい学校である。　授業の他に、運動会、スイカ割り、習字、新年会などの行事も行われる。